# Jurgen Van De Walle

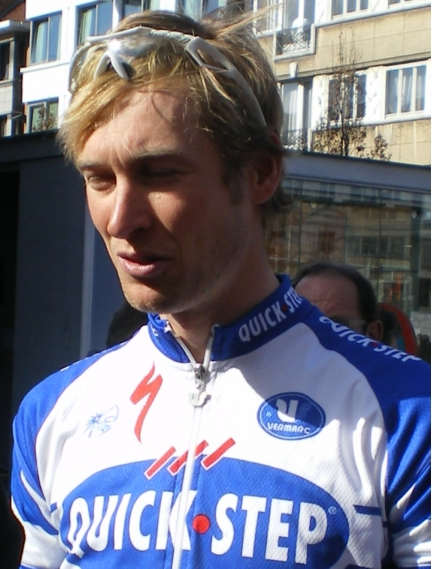
Jurgen Van De Walle

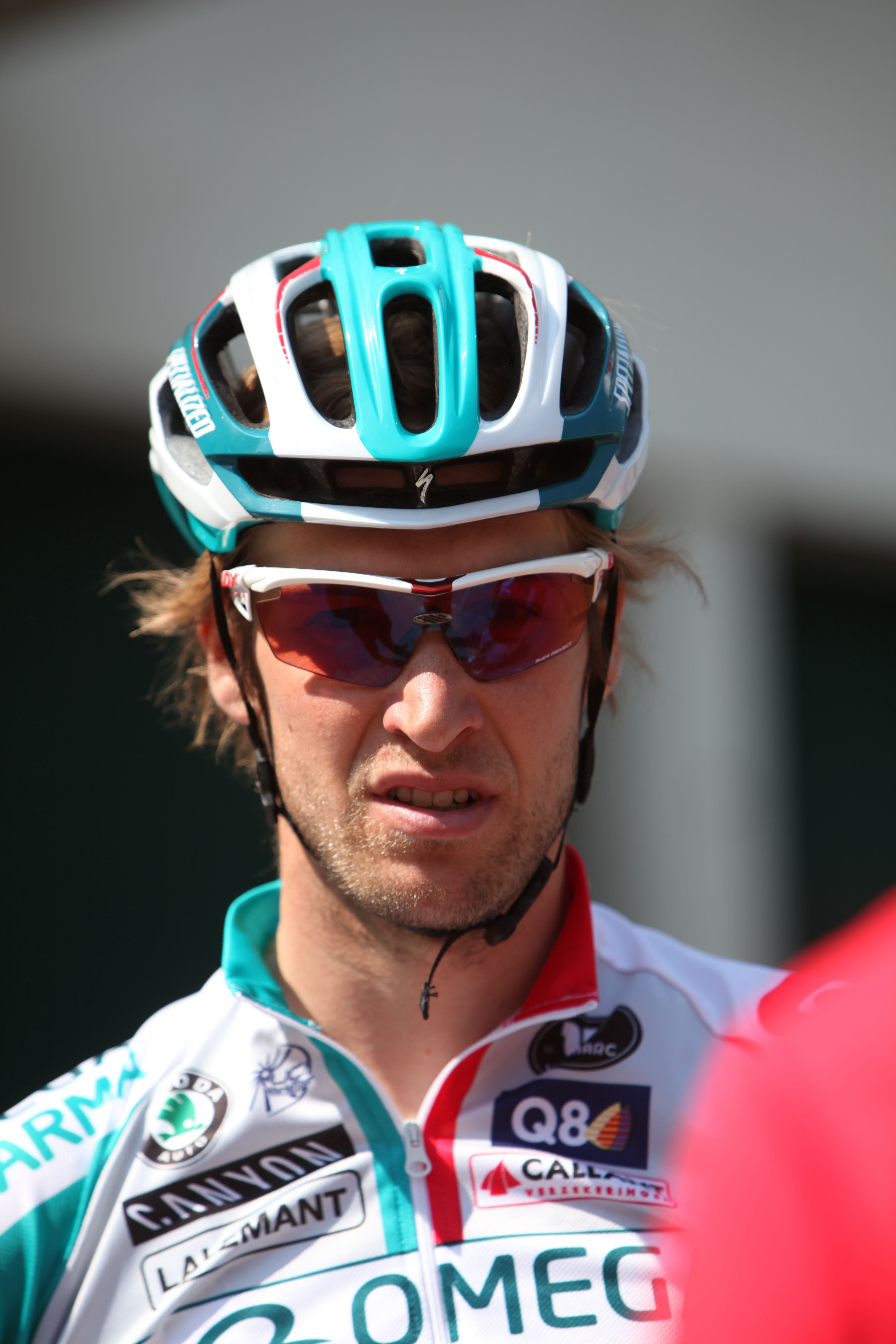
Jurgen Van De Walle bei der Tour de Romandie 2011

Jurgen Van De Walle (* 9. Februar 1977 in Ostende) ist ein ehemaliger belgischer Radrennfahrer.

## Karriere
Jurgen Van De Walle wurde 1995 belgischer Juniorenmeister. Er schloss sich 1999 dem Radsportteam Palmans an und gewann für diese Mannschaft im Jahr 2000 eine Etappe des Circuito Montañés. Seinen ersten Vertrag bei einem UCI ProTeam erhielt er 2006 bei Quick Step-Innergetic. In den folgenden Jahren bestritt er alle Grand Tours. 2009 und 2010 gewann er das belgische Eintagesrennen Halle–Ingooigem. Nach dem Ende der Saison 2013 beendete er seine Karriere.

## Erfolge
1995
- Belgischer Meister – Straßenrennen (Junioren)

2000
- eine Etappe Circuito Montañés

2008
- Mannschaftszeitfahren Katar-Rundfahrt

2009
- Halle–Ingooigem

2010
- Halle–Ingooigem

## Platzierungen bei den Grand Tours
| Grand Tour            | 2004 | 2005 | 2006 | 2007 | 2008 | 2009 | 2010 | 2011 | 2012 | 2013 |
| --------------------- | ---- | ---- | ---- | ---- | ---- | ---- | ---- | ---- | ---- | ---- |
| Giro d’ItaliaGiro     | DNF  | –    | 75   | DNF  | –    | –    | –    | –    | –    | –    |
| Tour de FranceTour    | –    | –    | –    | –    | 78   | DNF  | 63   | DNF  | –    | –    |
| Vuelta a EspañaVuelta | –    | –    | –    | –    | –    | –    | –    | 127  | –    | DNF  |

## Teams
- 1999 Palmans
- 2000 Palmans-Ideal
- 2001 Landbouwkrediet-Colnago
- 2002 Vlaanderen-T Interim
- 2003 Marlux-Wincor Nixdorf
- 2004 Chocolade Jacques-Wincor Nixdorf
- 2005 Landbouwkrediet-Colnago
- 2006 Quick Step-Innergetic
- 2007 Quick Step-Innergetic
- 2008 Quick Step
- 2009 Quick Step
- 2010 Quick Step
- 2011 Omega Pharma-Lotto
- 2012 Lotto Belisol Team
- 2013 Lotto Belisol